# Leonida Rosino
Leonida Rosino (né le 19 septembre 1915 à Trévise et mort le 31 juillet 1997 à Padoue) est un astronome italien, connu pour avoir découvert 23 supernovas.

## Biographie
Diplômé en physique à l'Université de Padoue en 1938, il se consacre à l'astronomie et devient l'assistant de Giovanni Silva (it). Sa formation scientifique fut complétée par un séjour de deux ans dans l'Observatoire Yerkes de l'Université de Chicago, de 1948 à 1950.
Après avoir enseigné gratuitement l'astronomie en 1948, de 1939 à 1953, il fut d'abord assistant puis professeur chargé de la spectroscopie à l'Université de Bologne, sous la supervision de Francesco Zagar (it). Il devient professeur ordinaire d'astronomie à l'Université de Cagliari en 1953, puis à l'Université de Bologne en 1954 et, en 1956, à l'Université de Padoue, où il reste jusqu'à sa nomination comme professeur émérite. Depuis 1956 jusqu'à sa mort, il est directeur de l'Observatoire  d'Asiago.
Auteur de plus de 250 publications scientifiques, il a apporté des contributions originales à l'étude des étoiles variables, des amas globulaires et à la physique des novas et supernovas, ce qui lui a valu une renommée internationale. Il a découvert 23 supernovas (dont cinq en collaboration avec d'autres scientifiques) ; il a également découvert l'étoile prototype pour l'étoile variable cataclysmique AL Comae Berenices,.
Il a été membre de nombreuses sociétés scientifiques nationales ou internationales, dont l'académie des Lyncéens (depuis 1964) et l'institut vénitien des sciences, des lettres et des arts (it).
Le 15 novembre 1997, la station d'observation d'Asiago Cima Ekar a été nommée en sa mémoire. Dans la station se trouve une plaque à son image, portant l'inscription « Leonida Rosino 1915 - 1997 Impareggiabile maestro, ideatore e realizzatore di questa stazione astronomica - 15 novembre 1997 ».

## Œuvres principales
- Fisica delle stelle, Vallardi, Milano, 1956
- Observations et interpretation de l'etoile variable SS Cygny, Vallardi, Milano, 1960
- Luci e ombre nella conoscenza del mondo fisico (1970)
- Photometric and spectroscopic studies of novae and supernovae (1971)
- Lezioni di astronomia, CEDAM, Padova, 1979
- Gli astri: dal sistema solare alle galassie, UTET, Torino, 1985

## Honneurs
Leonida Rosino a reçu des diplômes honorifiques de deux universités :
- Université de Bâle (1970)
- Université d'Innsbruck (1989)

L'astéroïde (7715) Leonidarosino a été nommé en son honneur.